# Phyllodromica riparia
Phyllodromica riparia är en kackerlacksart som beskrevs av Bei-Bienko 1950. Phyllodromica riparia ingår i släktet Phyllodromica och familjen småkackerlackor. Inga underarter finns listade i Catalogue of Life.